# 条纹原海豚
条纹海豚（学名：Stenella coeruleoalba）(英文名稱: Striped Dolphin, Euphrosyne Dolphin) 为海豚科原海豚属的动物。全球性廣泛分佈，溫帶、亞熱帶至熱帶的開放性淺水域均可見。该物种的模式产地在南美拉普拉塔附近。

### 外型
流線體型，成體體長1.8至2.5公尺。成體體重為90至150公斤。上下顎齒各為78至110顆。有細長嘴喙，身體兩側有獨特的指狀條紋，眼睛與胸鰭前端亦有過眼線，眼睛到腹部有細條紋。

### 生態習性
根據地區的研究，條紋母海豚性成熟年齡在地中海為12歲，太平洋地區約7-9歲。公海豚7-15歲性成熟。懷孕期約12個月，每胎之間有3-4年的間隔。壽命為55-60歲。
條紋海豚的食物包括各種的中小型，中層或底層動物，特別是燈籠魚( lanternfish)、鱈魚和魷魚。條紋海豚主要出現在大陸坡外側的大洋(大陸斜坡)海域，出沒也常與湧升流或其他溫暖洋流有關。從表層到底食的廣泛覓食區，食物分佈深度為200-700米，在不同海域食性會因地制宜。
臺灣海域目前僅在台東、綠島與蘭嶼間有目擊紀錄，而墾丁國家公園附近的南灣海域及新竹、苗栗、台中、高雄、宜蘭、金門及澎湖海域也曾有擱淺事件發生。

### 海上行為
條紋海豚通常以數十隻到數百隻的群體出現在海面，水面的展示行為豐富(如擊浪、花式跳躍等)，不常進行船首乘浪。

### 保育狀況
條紋海豚在地中海海域經歷過兩次大規模流行病(麻疹病毒)的感染，造成數千隻以上的死亡; 且該海域海豚體內的汙染物累積量也相當高，可能造成海豚的免疫力問題。 在各海域也有漁業混獲致死的情形。另外在日本海域也有直接獵捕的事件。

## 保护
- IUCN- 無危 (LC, Least Concern ver 3.1)
- 中国国家重点保护动物等级：二级